# Aphilopota inspersaria
Aphilopota inspersaria är en fjärilsart som beskrevs av Achille Guenée 1858. Aphilopota inspersaria ingår i släktet Aphilopota och familjen mätare. Inga underarter finns listade i Catalogue of Life.